# سیک

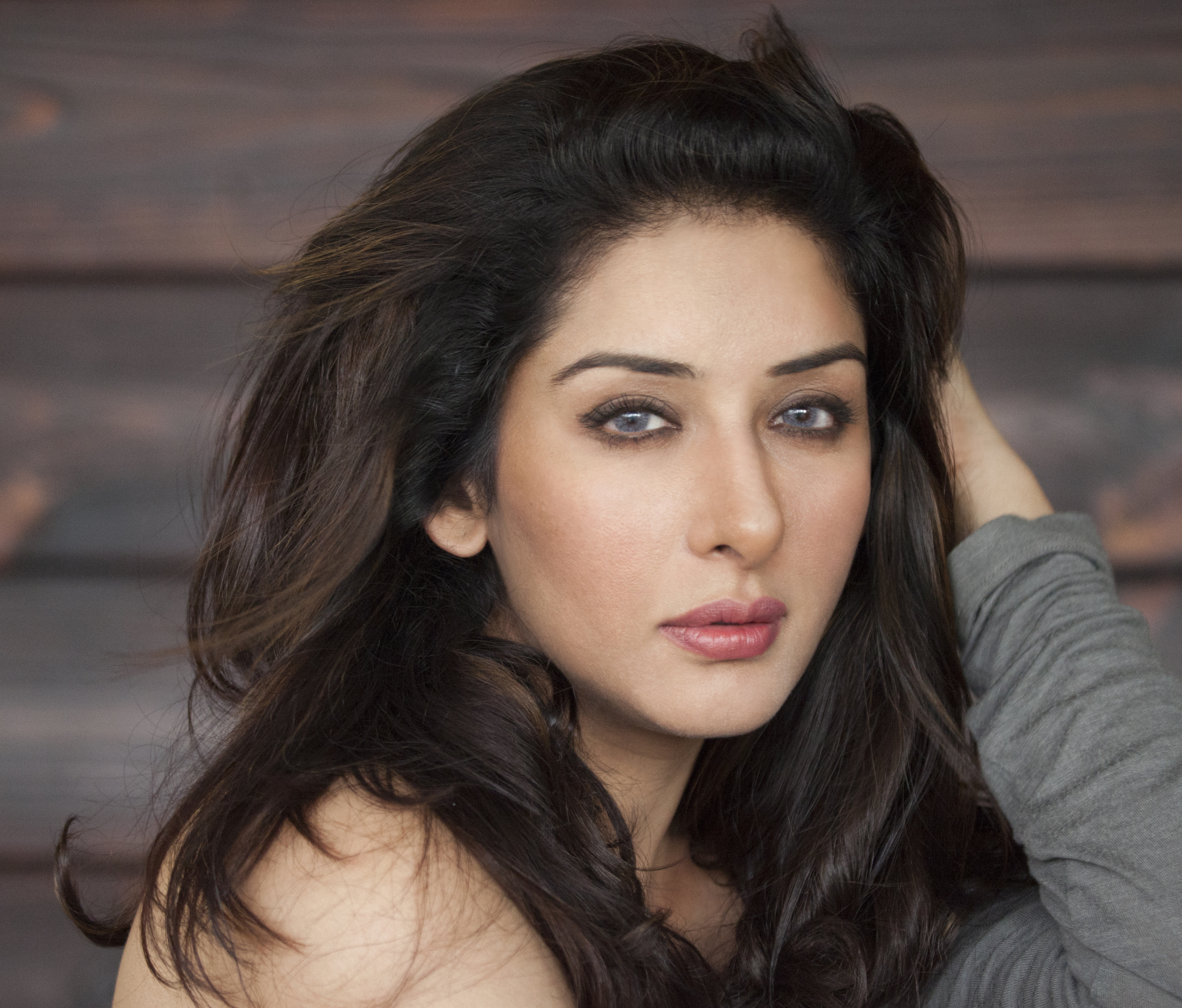
سامکشا سینگ، هنرپیشه سیک هندی

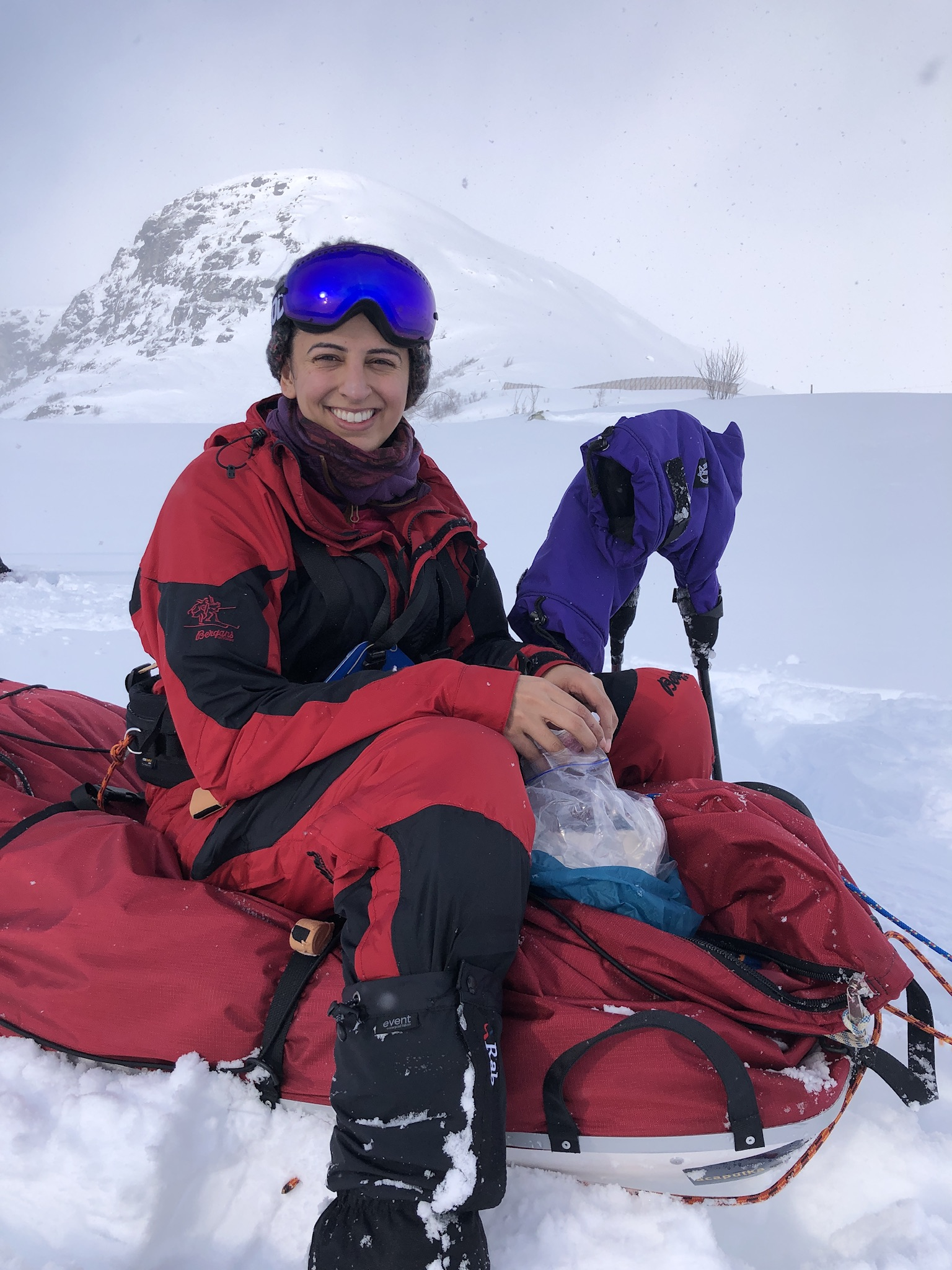
هارپریت کور چاندی، سیک بریتانیایی و اولین زنی که به تنهایی و بدون حمایت به قطب جنوب رسید.

سیک‌ها (پنجابی: ਸਿੱਖ) گروهی قومی-مذهبی هندوآریایی پیرو آیین سیک هستند که دینی هندی بر پایه هندوایسم باستان و یکتاپرستی است که در سده ۱۵ میلادی در منطقه پنجاب در شمال شبه‌قاره هند توسط گورو نانک پدید آمد. آیین سیک جدیدترین دین بزرگ جهان است که در آن قومیت و دین عمیقاً با یکدیگر در پیوندند و در بریتانیا و کانادا قومیت هم محسوب می‌شود. ریشه کلمه سیک در کلمه سانسکریت śiṣya به معنای «جوینده»، «شاگرد» یا «دانشجو» است.
منطقه پنجاب بزرگ (در برگیرنده ایالات پنجاب، کشمیر و هاریانا امروزی) در شبه‌قاره هند سرزمین تاریخی سیک‌ها محسوب می‌شود که در سده‌های ۱۸ و ۱۹ میلادی توسط سیک‌ها اداره می‌شد. امپراتوری سیک در اوایل قرن ۱۹ تأسیس شد و پس از پیروزی در نبرد دوگرا-تبت (سیک و چین) تا منطقه تبت امروزی در چین گسترش یافت.
در سال ۱۸۰۷، نیروهای امپراتور سیک‌ها رانجیت سینگ به حاکم مسلمان شهر کاسور حمله کردند و پس از یک ماه نبرد شدید قطب الدین حاکم افغان شکست خورد و بدین ترتیب امپراتوری سیک و آیین سیک در شمال غربی به سمت افغانستان گسترش یافت و سیک‌های افغان بازماندگان فتح افغانستان در دوران امپراتوری سیک هستند.
امروزه، کانادا دارای بیشترین تعداد پیروان آیین سیک نسبت به کل جمعیت در جهان است (۲٫۱٪)، در حالی که ایالت پنجاب و استان بریتیش کلمبیا به ترتیب در هند و کانادا دارای بیشترین تعداد سیک‌ها به کل جمعیت در میان تقسیمات اداری و شهری در جهان هستند. در برخی کشورها مانند بریتانیا، سیک‌ها را به عنوان یک گروه قومی-نژادی مجزا مانند یهودی‌ها در سرشماری‌ها به‌شمار می‌آورند. سیک‌های بریتانیا بالاترین درصد مالکیت خانه (۸۲٪) را در میان تمامی جوامع مذهبی دارند و دومین گروه مذهبی ثروتمند در بریتانیا (پس از جامعه یهودی) هستند.

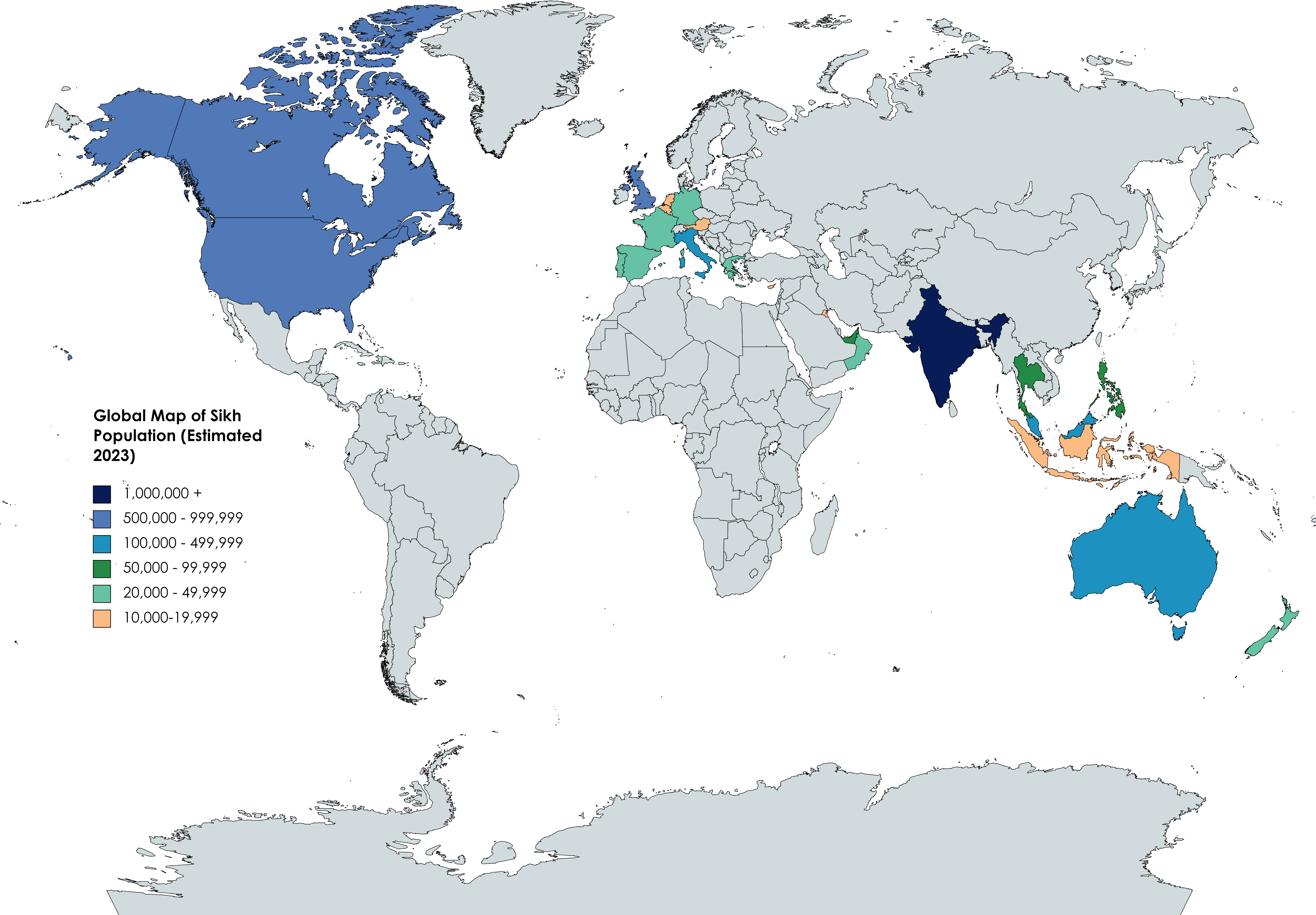
نقشه جهانی سیک‌ها (برآورد ۲۰۲۳)

مردان سیک عموماً نام خانوادگی سینگ (به معنای شیر) را در نام میانی یا خانوادگی خود دارند، ولی همه افراد دارای نام سینگ، سیک نیستند و این نام خانوادگی در جنوب و جنوب شرق آسیا به‌خصوص در میان بودیست‌ها، هندوهای راجپوت، برهمایی و جین‌ها در هند، نپال و بوتان رواج دارد.